# اونو فارما
اونو فارما (انگلیسی: Ono Pharma) شرکت داروسازی ژاپنی است، که در سال ۱۷۱۷ تأسیس شد.